# Железни врата (пролом на река Арда)
Железни врата (старо название Демиркапия) е пролом на река Арда в Южна България, в Източните Родопи, между северните склонове на Стръмни рид на юг и южните склонове на рида Гората на север в Хасковска и Кърджалийска област.
Преди изграждането на преградната стена на язовир Студен кладенец в най-тясната му част проломът е бил с дължина около 4 km и средна надморска височина около 167 m. Реката се е всичала всред вулкански скали, изграждащи северните и южните склонове на двата рида. Склоновете му са били стръмни, на места отвесни и обезлесени. След изграждането на стената и завиряването на язовира голяма част от пролома остава под водата и сега средната му надморска височина е покачена на 225 m.
По северните му склонове е създадена защитената местност „Големият сипей“, а по южните природния резерват „Вълчи дол“.

## Топографска карта
- Лист от карта K-35-88. Мащаб: 1 : 100 000.